# Guo Yijun
Guo Yijun (Xingning, 11 dicembre 1963) è un ex calciatore cinese, di ruolo difensore.